# Татьяновский пруд
Татьяновский пруд (по д. Татьяновке) находится в Ишимбайском районе Башкортостана, административно в Иткуловском сельсовете, возле деревень Татьяновки и Осиповки. Один из 4 крупнейших прудов района, туристическая достопримечательность.
Проводятся соревнования по спортивному рыболовству.
В весеннее половодье представляет опасность и требует слива воды.